# Mesochorus validus
Mesochorus validus là một loài tò vò trong họ Ichneumonidae.